# Alfred Hübner (Germanist)
Alfred Hübner (* 15. August 1899 in Danzig; † 1. Mai 1952 in Bremervörde) war ein deutscher Germanist, der an der Universität Leipzig lehrte.

## Lebenslauf
Nach dem Schulbesuch nahm Hübner von 1917 bis 1918 am Ersten Weltkrieg teil. Von 1918 bis 1925 studierte Hübner Germanistik an den Universitäten Berlin und Göttingen. Hübner promovierte zum Dr. phil. 1927 in Germanistik mit der Dissertation Die „mittelhochdeutsche Ironie“ oder die Litotes im Altdeutschen. Seit 1926 war er Leiter der Zentralsammelstelle des Deutschen Wörterbuchs in Göttingen. 1932 folgte seine Habilitation für Deutsche Philologie an der Universität Göttingen mit Vorstudien zur Ausgabe des Buches der Könige.
Dann lehrte er von 1932 bis 1934 als Privatdozent für Deutsche Philologie in Göttingen und von 1934 bis 1945 als ordentlicher Professor für Deutsche Sprache und Deutsche Literatur an der Universität Leipzig.
1927 heiratete Hübner die Malerin Gertrud Nauhaus (1900–1989). Er war Mitglied der SA seit 1933 und unterzeichnete im November 1933 das Bekenntnis der Professoren an den deutschen Universitäten und Hochschulen zu Adolf Hitler. Am 9. Juli 1937 beantragte er die Aufnahme in die NSDAP und wurde rückwirkend zum 1. Mai desselben Jahres aufgenommen (Mitgliedsnummer 4.945.689).
Er gab mit Karl August Eckhardt den Deutschenspiegel und Augsburger Sachsenspiegel in der Reihe Monumenta Germaniae Historica heraus und er gab 1947 Der Ackermann aus Böhmen von Johannes von Tepl heraus.

## Publikationen (Auswahl)
- Die „mittelhochdeutsche Ironie“ oder die Litotes im Altdeutschen, Leipzig 1929.
- Vorstudien zur Ausgabe des Buches der Könige in der Deutschenspiegelfassung und sämtlichen Schwabenspiegelfassungen, Berlin 1932.
- (Hrsg.): Rennewart / Ulrich von Türheim. Aus der Berliner und Heidelberger Hs., Berlin 1936 (Reprint 2000)
- Evangelienbuch / Otfried von Weißenburg, Göttingen 1946